# Parungmulya
Parungmulya is een bestuurslaag in het regentschap Karawang van de provincie West-Java, Indonesië. Parungmulya telt 7535 inwoners (volkstelling 2010).